# ラーズ
ザ・ラーズ (The La's) は、イギリスのロックバンド。1986年、リヴァプールにて結成。
シングル「ゼア・シー・ゴーズ」は彼らを代表する曲として知られている。

## 略歴
1984年、マイク・バッジャーとリー・メイヴァースを中心に結成。当初はマイクがボーカルだったが、1986年にベーシストとしてジョン・パワーが加入し、その直後マイクがバンドを脱退してからは、リーがフロントマンとなり活動を再開。その後リーとジョンを中心としたバンドは、スタジオでデモ音源を何曲か録音し、レコードレーベルに売り込む。彼らの音源に興味を持ったレーベルの中から、彼らはGo! Discsを選ぶ。
1987年、Go! Discsからシングル「ウェイ・アウト」をリリース。地元リバプールを基盤として地道なライブ活動を精力的に行う。翌年の1988年にはセカンドシングル「ゼア・シー・ゴーズ」をリリース。セールス面で伸び悩むが、評論家達からの高い賞賛を得た。
本格的なアルバム制作活動は1989年に入ってからとなる。レコーディングが進み、その年の5月にはサードシングル「タイムレス・メロディ」がリリースされる予定であったが、リーがその出来に納得いかずに発売をキャンセル。プロデューサーとの衝突が原因ではないかとされている。この流れでレーベルとバンドの間に深い溝が出来てしまい、アルバムのリリースも水に流れる。デビューから2年経ったにも拘らず、一向にアルバムが完成しない状況をみて、レーベル側はスティーヴ・リリーホワイトをプロデューサーに起用、ロンドンのエデン・スタジオでレコーディングを再開する。しかし、セルフ・プロデュースを望むバンド側は、曲の出来に満足がいかず、途中で放棄する。Go! Discs側も彼らに対して多大なレコーディング代を支払っていたため、リリーホワイトにアルバムを完成させるように説得、結局彼が一人でミックスや仕上げを行った。そして1990年、アルバム『ザ・ラーズ』が完成、リリースされた。
このGo! Discs側の行為に対しリーは激怒。自らのアルバムにも拘らず「背の折れた蛇のようで嫌いだ」と公言し、最終的に「買うな」と述べた。しかし皮肉にも評論家からの評価はとても高かった。またアルバムが発表された後、Go! Discs側は「ゼア・シー・ゴーズ」、「タイムレス・メロディ」、そして「フィーリン」を相次いでシングルとしてリリースする。これらはいずれもアルバム・バージョンで、バンド側の思惑を逸脱したレーベル側の行為だと考えられる。
その後ツアーを行ったものの、1991年末に中心メンバーであったジョンが脱退した後、バンドは解散を表明しないまま分解状態に。その後、表舞台から姿を消すことになる(なお、ジョンは脱退した翌年に新しいバンド「キャスト」を結成する)。
1994年から1995年にかけて、リーはドッジーやポール・ウェラー、オアシスのライブのサポートアクトとして復帰するも、再びすぐに活動停止に陥る。この間、リーはドラッグやアルコールで精神を病んでいると噂されたり、1人でアルバムを作り直し続けているとも報道された。
約10年にも渡り活動を休止していた彼らだったが、2005年に突如再結成すると発表、イギリスやアイルランドでのライブを行い、その年の夏にはサマーソニックではトリを務めるなど、14年ぶりとなる日本公演も実現。その後リーはジョンと袂を分かち、ベイビーシャンブルズのドリュー・マコーネルをパートナーに活動する計画もあったが、結局実現しないまま、再度活動停止状態となっている。

## トリビア
- オアシスは彼らのファンだと公言している。サマーソニック05で来日した際、その翌日にSHIBUYA-AXで行われたラーズのライブを、メンバー全員揃って2階席で観ていた。
- 2007年に、イギリスの大手音楽雑誌NMEが行った「50 Greatest Indie Anthems Ever」というリストにおいて、「ゼア・シー・ゴーズ」が45位にランクインした[1]。「ゼア・シー・ゴーズ」はこれまでにもさまざまなアーティストたちによってカバーされている。シックスペンス・ノン・ザ・リッチャー、ロビー・ウィリアムズ、ブー・ラドリーズが代表的な例で、最近ではザ・ウォンバッツもカバーした。

## 来日公演
1991年
- 6月7日　名古屋・名古屋CLUB QUATTRO
- 6月8日　大阪・心斎橋CLUB QUATTRO
- 6月10日　東京・渋谷CLUB QUATTRO
- 6月11日　東京・渋谷CLUB QUATTRO

2005年
- 8月11日　大阪・心斎橋CLUB QUATTRO
- 8月13日　大阪・サマーソニック2005
- 8月14日　東京・サマーソニック2005
- 8月15日　東京・SHIBUYA-AX

## メンバー
メンバーは、リー・メイヴァースとジョン・パワーを中心とし、他のメンバーは頻繁に交代した。

### 中心人物
- リー・メイヴァース (Lee Mavers) - ギター、ボーカル
- ジョン・パワー (John Power) - ベース、ボーカル

### 主なその他の旧メンバー
- マイク・バッジャー (Mike Badger) - ギター、ボーカル
- ポール・ヘミングス (Paul Hemmings) - ギター
- バリー・サットン (Barry Sutton) - ギター
- ピーター・(キャミー)・キャメル (Peter "Cammy" Cammell) - ギター
- ジェームス・ジョイス (James Joyce) - ベース
- ジョン・ティムスン (John "Timmo" Timson) - ドラム
- クリス・シャーロック (Chris Sharrock) - ドラム
- ニール・メイヴァース (Neil Mavers) - ドラム

## ディスコグラフィ

### スタジオ・アルバム
- 『ザ・ラーズ』 - The La's (1990年)

### コンピレーション・アルバム
- 『ロスト・ラーズ 1984-1986 ブレイクルース』 - Lost La's 1984-1986 Breakloose (1999年)
- 『ゼア・シー・ゴーズ - シングル・コレクション』 - Singles Collection (2001年) ※日本盤のみ。内容は過去のシングルに収録されたB面曲などを収録
- 『ロスト・ラーズ 1986-1987 コーリン・オール』 - Lost La's 1986-1987 Callin' All (2001年)
- 『ザ・ラーズ BBC イン セッション』 - The La's BBC In Session (2006年)
- 『ザ・ラーズ - デラックス・エディション』 - The La's - Deluxe Edition (2008年)

### シングル
- 「ウェイ・アウト」 - "Way Out" (1987年)
- 「ゼア・シー・ゴーズ」 - "There She Goes" (1988年)
- 「ゼア・シー・ゴーズ(再発)」 - "There She Goes" (1990年)
- 「タイムレス・メロディ」 - "Timeless Melody" (1990年)
- 「フィーリン」 - "Feelin'" (1990年)
- 「ゼア・シー・ゴーズ(再々発)」 - "There She Goes" (1999年)